# أسلي ميليسا أوزون
أسلي ميليسا أوزون هي ممثلة وعارضة أزياء وملكة جمال تركية ولدت في يوم 11 نوفمبر 1995 في أنقرة. اشتهرت بعد فوزها بلقب ملكة جمال كون تركيا 2015 ومثلت تركيا في مسابقة ملكة جمال الكون 2015 في لاس فيغاس. في سنة 2016 بدأت التمثيل وفي سنة 2018 مثلت في مسلسل الطائر المبكر. وهي حالياً طالبة قانون في جامعة كولن.